# 群馬県道345号花輪水沼線
群馬県道345号花輪水沼線（ぐんまけんどう 345ごう はなわみずぬません）は、群馬県みどり市東町花輪から桐生市黒保根町水沼までを結ぶ県道である。

## 路線データ
- 起点：群馬県みどり市東町花輪
- 終点：群馬県桐生市黒保根町水沼

## 沿革
- 1977年（昭和52年）3月4日：群馬県より道路法に基づき、花輪水沼線（勢多郡東村大字花輪 - 同郡黒保根村大字水沼、整理番号332）として路線認定される[1]。

## 通過する自治体
- 群馬県
  - みどり市
  - 桐生市

## 交差する道路
- 国道122号 - みどり市東町花輪（花輪交差点、起点）
- 国道122号 - 桐生市黒保根町水沼（終点）